# Porotrichodendron lindigii
Porotrichodendron lindigii är en bladmossart som beskrevs av William Russell Buck 1998. Porotrichodendron lindigii ingår i släktet Porotrichodendron och familjen Lembophyllaceae. Inga underarter finns listade i Catalogue of Life.